# Зеленогірська вулиця (Київ)
Зеленогі́рська ву́лиця — вулиця в Солом'янському районі м. Києва, місцевість Чоколівка. Пролягає від Севастопольської площі до кінця забудови.

## Історія
Виникла 50-х роках ХХ століття, мала назву Нова. Сучасна назва — з 1955 року.